# Swallenochloa
Swallenochloa  es un género de plantas herbáceas de la familia de las gramíneas o poáceas.  Es originario de Bolivia y Brasil a Costa Rica. 
Algunos autores lo incluyen en el género Chusquea.

## Etimología
El nombre del género fue otorgado en honor de Jason Richard Swallen, agrostólogo. 

## Especies
- Swallenochloa angustifolia
- Swallenochloa depauperata
- Swallenochloa longiligulata
- Swallenochloa spicata
- Swallenochloa subtessellata
- Swallenochloa tessellata
- Swallenochloa vulcanalis
- Swallenochloa weberbaueri